# Anabas scandes
Anabas testudineus или Anabas scandes је врста рибе из породице Anabantidae, дводихалице. Родом је из Азије, појављује се и у Индији, на истоку Кине и Воласовој линији. Инвазивна је врста која може да живи без воде 6—10 дана. Проширила се и у неким земљама изван свог матичног подручја, у источној Индонезији и Папуи Новој Гвинеји. Верује се да постоји и у Аустралији. Крајем 2005. године откривена је на Саибаиу и острвима Торесовог мореуза, северно од Квинсленда, око три до четири миља јужно од Папуе Нове Гвинеје.
Ова врста нарасте до 25 центиметара укупне дужине.
Вероватно је реч о комплексној врсти, а име Anabas scandes примењено је на неколико различитих врста. Даљим истраживањем, ове рибе се могу поделити у одвојене врсте и добити нова имена.

## Исхрана
Ова врста је важна као прехрамбена исхрана у одређеним подручјима југоисточне и Јужне Азије, где њена способност да преживи ван воде током дужег периода, под условом да се одржава на влаги, побољшава њену трговину.
- Anabas scandes
- Pla mo (Anabas testudineus) на пијаци Рачабурија, Тајланд
- Припрема карија од ње
- Anabas scandes